# بن جيبسون
بن جيبسون (15 يناير 1993 في المملكة المتحدة - ) (بالإنجليزية: Ben Gibson)‏ هو لاعب كرة قدم بريطاني في مركز الدفاع. شارك مع منتخب إنجلترا تحت 17 سنة لكرة القدم ومنتخب إنجلترا تحت 18 سنة لكرة القدم ومنتخب إنجلترا تحت 20 سنة لكرة القدم ومنتخب إنجلترا تحت 21 سنة لكرة القدم. أما مع النوادي، فقد لعب مع نادي ترانمير روفرز لكرة القدم ونادي ميدلزبره ونادي يورك سيتي ونادي بليموث أرجايل.

## وصلات خارجية
- بن جيبسون على موقع قاعدة بيانات كرة القدم.إي يو (الإنجليزية)
- بن جيبسون على موقع Soccerbase.com (لاعب) (الإنجليزية)
- بن جيبسون على موقع Soccerway.com (الإنجليزية)
- بن جيبسون على موقع عالم كرة القدم.نت (الإنجليزية)
- بن جيبسون على موقع AS.com (الإسبانية)